# Richard Keogh
Richard John Keogh (Harlow, 11 augustus 1986) is een Iers voormalig voetballer die doorgaans speelde als centrale verdediger. Tussen 2004 en 2024 was hij actief voor Stoke City, Víkingur, Bristol City, Wycombe Wanderers, Huddersfield Town, Carlisle United, Cheltenham Town, opnieuw Carlisle United, Coventry City, Derby County, MK Dons, opnieuw Huddersfield Town, Blackpool, Ipswich Town, opnieuw Wycombe Wanderers en Forest Green Rovers. Keogh maakte in 2013 zijn debuut in het Iers voetbalelftal en kwam tot zesentwintig interlandoptredens.

## Clubcarrière
Keogh speelde in de jeugd van Ipswich Town. In januari 2003 werd hij opgenomen in de opleiding van Stoke City. In 2004 werd hij voor één jaargang verhuurd aan Víkingur uit IJsland, waarvoor hij in negen competitiewedstrijden uitkwam. Aan het einde van het seizoen 2004/05 kreeg de Ier geen nieuw contract bij Stoke. Hij leek die zomer naar Burnley te vertrekken, maar hij trok de stekker uit die deal. In plaats daarvan tekende hij voor twee jaar bij Bristol City. In zijn eerste seizoen kwam Keogh tot negen competitieoptredens en daarna werd hij gestald bij Wycombe.
Na zijn terugkeer speelde hij in een seizoen eenendertig wedstrijden in de League One, maar na de promotie naar het Championship kwam hij niet meer in de plannen voor. Achtereenvolgens speelde hij op huurbasis voor Huddersfield Town, Carlisle United en Cheltenham Town. In de zomer van 2008 liet Keogh Bristol achter zich. Hierop tekende de centrumverdediger voor Carlisle United, dat hem eerder ook al had gehuurd. Na twee jaar en drieënzeventig competitieduels tekende hij voor drie jaar bij Coventry City. Opnieuw bleef de Ier twee jaar bij zijn club, want in juli 2012 verkaste hij naar Derby County. In zijn eerste zeven seizoenen speelde Keogh telkens meer dan veertig competitiewedstrijden voor zijn nieuwe club.
In oktober 2019 werd Keogh ontslagen door Derby County nadat hij een auto-ongeluk had gehad met overmatig drankgebruik. Na zijn vertrek zat de Ier een jaar zonder werkgever, voor hij halve seizoenen voor MK Dons en Huddersfield Town speelde. In juli 2021 verkaste Keogh transfervrij naar Blackpool. Medio 2022 keerde hij terug bij de club waar hij ooit begonnen was, Ipswich Town. Een jaar en negen competitieoptredens later keerde Keogh transfervrij terug bij Wycombe Wanderers. Hier vertrok hij in de winterstop, om voor Forest Green Rovers te spelen. In de zomer van 2024 besloot Keogh op zevenendertigjarige leeftijd een punt te zetten achter zijn actieve loopbaan.

## Clubstatistieken
| Seizoen | Club                | Competitie   | Competitie | Competitie | Beker | Beker | Internationaal | Internationaal | Totaal | Totaal |
| Seizoen | Club                | Competitie   | Wed.       | Dlp.       | Wed.  | Dlp.  | Wed.           | Dlp.           | Wed.   | Dlp.   |
| ------- | ------------------- | ------------ | ---------- | ---------- | ----- | ----- | -------------- | -------------- | ------ | ------ |
| 2004/05 | Stoke City          | Championship | 0          | 0          | 0     | 0     | —              | —              | 0      | 0      |
| 2004    | → Víkingur          | Úrvalsdeild  | 9          | 0          | 2     | 0     | —              | —              | 11     | 0      |
| 2005/06 | Bristol City        | League One   | 9          | 1          | 0     | 0     | —              | —              | 9      | 1      |
| 2005/06 | → Wycombe           | League Two   | 3          | 0          | 0     | 0     | —              | —              | 3      | 0      |
| 2006/07 | Bristol City        | League One   | 31         | 2          | 12    | 2     | —              | —              | 43     | 4      |
| 2007/08 | Bristol City        | Championship | 0          | 0          | 1     | 0     | —              | —              | 1      | 0      |
| 2007/08 | → Huddersfield Town | League One   | 9          | 1          | 1     | 0     | —              | —              | 10     | 1      |
| 2007/08 | → Carlisle United   | League One   | 7          | 0          | 0     | 0     | —              | —              | 7      | 0      |
| 2007/08 | → Cheltenham Town   | League One   | 10         | 0          | 0     | 0     | —              | —              | 10     | 0      |
| 2008/09 | Carlisle United     | League One   | 32         | 1          | 3     | 0     | —              | —              | 35     | 1      |
| 2009/10 | Carlisle United     | League One   | 41         | 3          | 12    | 2     | —              | —              | 53     | 5      |
| 2010/11 | Coventry City       | Championship | 46         | 1          | 2     | 0     | —              | —              | 48     | 1      |
| 2011/12 | Coventry City       | Championship | 45         | 0          | 2     | 0     | —              | —              | 47     | 0      |
| 2012/13 | Derby County        | Championship | 46         | 4          | 3     | 1     | —              | —              | 49     | 5      |
| 2013/14 | Derby County        | Championship | 44         | 1          | 3     | 0     | —              | —              | 47     | 1      |
| 2014/15 | Derby County        | Championship | 45         | 0          | 8     | 0     | —              | —              | 53     | 0      |
| 2015/16 | Derby County        | Championship | 48         | 1          | 1     | 0     | —              | —              | 49     | 1      |
| 2016/17 | Derby County        | Championship | 42         | 0          | 6     | 1     | —              | —              | 48     | 1      |
| 2017/18 | Derby County        | Championship | 44         | 1          | 1     | 0     | —              | —              | 45     | 1      |
| 2018/19 | Derby County        | Championship | 49         | 3          | 8     | 0     | —              | —              | 57     | 3      |
| 2019/20 | Derby County        | Championship | 8          | 0          | 0     | 0     | —              | —              | 8      | 0      |
| 2020/21 | MK Dons             | League One   | 18         | 0          | 3     | 0     | —              | —              | 21     | 0      |
| 2020/21 | Huddersfield Town   | Championship | 21         | 0          | 0     | 0     | —              | —              | 21     | 0      |
| 2021/22 | Blackpool           | Championship | 29         | 0          | 2     | 0     | —              | —              | 31     | 0      |
| 2022/23 | Ipswich Town        | League One   | 9          | 0          | 7     | 0     | —              | —              | 16     | 0      |
| 2023/24 | Wycombe             | League One   | 17         | 0          | 8     | 0     | —              | —              | 25     | 0      |
| 2023/24 | Forest Green Rovers | League Two   | 15         | 0          | 0     | 0     | —              | —              | 15     | 0      |
| Totaal  | Totaal              | Totaal       | 677        | 19         | 85    | 6     | 0              | 0              | 762    | 23     |

## Interlandcarrière
Keogh maakte zijn debuut in het Iers voetbalelftal op 6 februari 2013, toen met 2–0 gewonnen werd van Polen. Robbie Brady scoorde tweemaal en Ciaran Clark en Wes Hoolahan tekenden voor de Ierse treffers. Keogh moest van bondscoach Martin O'Neill op de reservebank beginnen en hij viel vijf minuten voor het einde van de wedstrijd in voor Clark. De andere debutanten dit duel waren Jeff Hendrick en Conor Sammon (beiden ook van Derby County). Zijn eerste treffer volgde in zijn tweede optreden, op 2 juni 2013. Tegen Georgië opende hij na tweeënveertig minuten de score. Hierna scoorde Simon Cox en besliste Robbie Keane met twee treffers de score op 4–0. Al in zijn zesde interland mocht de centrumverdediger de aanvoerdersband voor het eerst om zijn arm schuiven, op 3 september 2014, tegen Oman. Dit omschreef hij als het moment in zijn voetballoopbaan waar hij het meest trots op was. Door O'Neill werd Keogh opgenomen in de selectie voor het EK 2016. Tijdens de eerste twee wedstrijden kwam de verdediger niet in actie. In de derde groepswedstrijd tegen Italië speelde Keogh wel en het gehele duel vormde hij een centrumduo met Shane Duffy. Door een doelpunt van Robbie Brady werd met 0–1 gewonnen. Uiteindelijk werd Ierland in de achtste finale uitgeschakeld door Frankrijk. Brady opende na twee minuten nog wel de score, maar twee treffers van Antoine Griezmann beslisten de wedstrijd in Frans voordeel, waarmee Ierland uit het toernooi lag.
| Interlands van Richard Keogh voor Ierland | Interlands van Richard Keogh voor Ierland | Interlands van Richard Keogh voor Ierland | Interlands van Richard Keogh voor Ierland | Interlands van Richard Keogh voor Ierland | Interlands van Richard Keogh voor Ierland | Interlands van Richard Keogh voor Ierland |
| №                                         | Datum                                     | Wedstrijd                                 | Uitslag                                   | Competitie                                | Goals                                     |                                           |
| Als speler bij Derby County               | Als speler bij Derby County               | Als speler bij Derby County               | Als speler bij Derby County               | Als speler bij Derby County               | Als speler bij Derby County               | Als speler bij Derby County               |
| ----------------------------------------- | ----------------------------------------- | ----------------------------------------- | ----------------------------------------- | ----------------------------------------- | ----------------------------------------- | ----------------------------------------- |
| 1                                         | 6 februari 2013                           | Ierland – Polen                           | 2 – 0                                     | Vriendschappelijk                         |                                           |                                           |
| 2                                         | 2 juni 2013                               | Ierland – Georgië                         | 4 – 0                                     | Vriendschappelijk                         | 42'                                       |                                           |
| 3                                         | 5 maart 2014                              | Ierland – Servië                          | 1 – 2                                     | Vriendschappelijk                         |                                           |                                           |
| 4                                         | 6 juni 2014                               | Costa Rica – Ierland                      | 1 – 1                                     | Vriendschappelijk                         |                                           |                                           |
| 5                                         | 10 juni 2014                              | Ierland – Portugal                        | 1 – 5                                     | Vriendschappelijk                         |                                           |                                           |
| 6                                         | 3 september 2014                          | Ierland – Oman                            | 2 – 0                                     | Vriendschappelijk                         |                                           |                                           |
| 7                                         | 14 november 2014                          | Schotland – Ierland                       | 1 – 0                                     | EK 2016 kwalificatie                      |                                           |                                           |
| 8                                         | 8 oktober 2015                            | Ierland – Duitsland                       | 1 – 0                                     | EK 2016 kwalificatie                      |                                           |                                           |
| 9                                         | 11 oktober 2015                           | Polen – Ierland                           | 2 – 1                                     | EK 2016 kwalificatie                      |                                           |                                           |
| 10                                        | 13 november 2015                          | Bosnië en Herzegovina – Ierland           | 1 – 1                                     | EK 2016 kwalificatie                      |                                           |                                           |
| 11                                        | 16 november 2015                          | Ierland – Bosnië en Herzegovina           | 2 – 0                                     | EK 2016 kwalificatie                      |                                           |                                           |
| 12                                        | 31 mei 2016                               | Ierland – Wit-Rusland                     | 1 – 2                                     | Vriendschappelijk                         |                                           |                                           |
| 13                                        | 22 juni 2016                              | Italië – Ierland                          | 0 – 1                                     | EK 2016                                   |                                           |                                           |
| 14                                        | 26 juni 2016                              | Frankrijk – Ierland                       | 2 – 1                                     | EK 2016                                   |                                           |                                           |
| 15                                        | 5 september 2016                          | Servië – Ierland                          | 2 – 2                                     | WK 2018 kwalificatie                      |                                           |                                           |
| 16                                        | 24 maart 2017                             | Ierland – Wales                           | 0 – 0                                     | WK 2018 kwalificatie                      |                                           |                                           |
| 17                                        | 1 juni 2017                               | Mexico – Ierland                          | 3 – 1                                     | Vriendschappelijk                         |                                           |                                           |
| 18                                        | 11 september 2018                         | Polen – Ierland                           | 1 – 1                                     | Vriendschappelijk                         |                                           |                                           |
| 19                                        | 13 oktober 2018                           | Ierland – Denemarken                      | 0 – 0                                     | Nations League 2018/19                    |                                           |                                           |
| 20                                        | 16 oktober 2018                           | Ierland – Wales                           | 0 – 1                                     | Nations League 2018/19                    |                                           |                                           |
| 21                                        | 19 november 2018                          | Denemarken – Ierland                      | 0 – 0                                     | Nations League 2018/19                    |                                           |                                           |
| 22                                        | 23 maart 2019                             | Gibraltar – Ierland                       | 0 – 1                                     | EK 2020 kwalificatie                      |                                           |                                           |
| 23                                        | 26 maart 2019                             | Ierland – Georgië                         | 1 – 0                                     | EK 2020 kwalificatie                      |                                           |                                           |
| 24                                        | 7 juni 2019                               | Denemarken – Ierland                      | 1 – 1                                     | EK 2020 kwalificatie                      |                                           |                                           |
| 25                                        | 10 juni 2019                              | Ierland – Gibraltar                       | 2 – 0                                     | EK 2020 kwalificatie                      |                                           |                                           |
| 26                                        | 5 september 2019                          | Ierland – Zwitserland                     | 1 – 1                                     | EK 2020 kwalificatie                      |                                           |                                           |